# Rashed Ali
Rashed Ali (Arabic:راشد علي) (sinh ngày 2 tháng 12 năm 1989) là một cầu thủ bóng đá người Các Tiểu vương quốc Ả Rập Thống nhất. Hiện tại anh thi đấu cho Al-Wahda.